# Wilfried Louis
Wilfried Louis (ur. 25 października 1949) – były haitański piłkarz grający na pozycji obrońcy.
Podczas kariery piłkarskiej Wilfried Louis grał Don Bosco Pétionville.
W reprezentacji Haiti Wilfried Louis grał w latach siedemdziesiątych. Podczas Mistrzostw Świata w 1974 w RFN Wilfried Louis wystąpił w przegranym 1-4 meczu z reprezentacją Argentyny.